# Acksjön (Rydaholms socken, Småland)
Acksjön är en sjö i Värnamo kommun i Småland och ingår i Helge ås huvudavrinningsområde.